# Zádorfalva, Borsod-Abaúj-Zemplén
Zádorfalva este un sat în districtul Putnok, județul Borsod-Abaúj-Zemplén, Ungaria, având o populație de 462 de locuitori (2011). 

## Demografie
Componența etnică a satului Zádorfalva
     Maghiari (70,79%)
     Romi (29,21%)
Componența confesională a satului Zádorfalva
     Reformați (33,98%)
     Romano-catolici (30,09%)
     Fără religie (4,76%)
     Necunoscută (30,3%)
     Greco-catolici (0,87%)
Conform recensământului din 2011, satul Zádorfalva avea 462 de locuitori. Din punct de vedere etnic, majoritatea locuitorilor (70,79%) erau maghiari, cu o minoritate de romi (29,21%). Nu există o religie majoritară, locuitorii fiind reformați (33,98%), romano-catolici (30,09%) și persoane fără religie (4,76%). Pentru 30,3% din locuitori nu este cunoscută apartenența confesională.